# Зангла-Гомпа
Зангла-Гомпа — буддийский монастырь в деревне Ца-зар, примерно в 35 км от города Падама, близ города Зангла в техсиле Занскар округа Каргил, Ладакх,  северная Индия.
В монастыре проживает около 150 лам. Рядом находятся руины замка и женского монастыря. В монастыре есть изысканные фрески. Зангла находится в центре маршрута Падам — Стонгдей — Зангла — Карша — Падам, который проходит через большинство культурных центров Занскара.
Во время проживания в Зангла-Гомпа в 1823 году венгерский учёный Шандор Кёрёши Чома составил первый англо-тибетский словарь (опубликован в 1824 году).

### Посещение
Автобус B-класса от Каргила до Падама ходит три раза в неделю. Зимой и весной дорога завалена снегом, рекомендуется посещать в период с июня по начало ноября. Туристы могут заказать автобус повышенной комфортности. Также в Каргиле можно арендовать джип или какую-нибудь машину, чтобы добраться до монастыря. В Падаме некоторые жители сдают домики для гостей.